# Żaliński (herb szlachecki)

Żaliński

Żaliński Ia

Żaliński (Hagenaw, Poraj Pruski, Poraj odmienny, Zaliński) – kaszubski herb szlachecki, według Przemysława Pragerta odmiana herbu Poraj.

## Opis herbu
Herb znany przynajmniej w dwóch wariantach. Opisy z wykorzystaniem zasad blazonowania, zaproponowanych przez Alfreda Znamierowskiego:
Żaliński I (Hagenaw, Poraj Pruski, Poraj odmienny): W polu czerwonym róża srebrna z płatkami zielonymi i środkiem złotym. Klejnot: nad hełmem w koronie skrzydło orle czarne. Labry: czerwone, podbite srebrem.
Żaliński Ia (Zalinski, Poraj odmienny): Inny klejnot: godło na ogonie pawim.

## Najwcześniejsze wzmianki
Wariant podstawowy wzmiankowany m.in. przez Dachnowskiego (Herbarz szlachty Prus Królewskich) i Niesieckiego (Korona polska). Wariant odmienny pochodzi z pieczęci Adama Żalińskiego z 1570.

## Herbowni
Żaliński (Szalieński, Zaleński, Zalinski, Zaliński, Zalynski, Żaleński, błędnie Falinski) także z przydomkiem Hagenaw (Hagenau). Z powodu tego przydomka, heraldycy przypisywali im herb i pochodzenie od meklemburskiej rodziny von Hagenau. Rodzinie tej przypisywano też herb Żaliński II.